# Fotogramas de Plata al millor intèrpret de cinema espanyol
Els Fotogramas de Plata són uns premis que lliura anualment la revista espanyola de cinema Fotogramas. Entre les edicions de 1950 i 1981, el jurat dels premis va atorgar un premi únic a la millor interpretació de cinema per part d'un artista espanyol, en el qual s'incloïen tant a actors com a actrius.
En l'edició de 1982 desapareix el premi al millor intèrpret de cinema estranger i aquesta categoria es desdobla en: Fotogramas de Plata a la millor actriu de cinema i Fotogramas de Plata al millor actor de cinema
Aquesta és una llista dels premiats en la categoria de millor intèrpret de cinema espanyol.

## Guanyadors del Fotogramas de plata al millor intèrpret
| Any  | Intèrpret                                                           | Pel·lícula                           |
| ---- | ------------------------------------------------------------------- | ------------------------------------ |
| 1981 | Luis Escobar                                                        | Patrimonio nacional                  |
| 1980 | Óscar Ladoire                                                       | Ópera prima                          |
| 1980 | Mercedes Sampietro                                                  | Gary Cooper, que estás en los cielos |
| 1979 | Ángela Molina                                                       | El corazón del bosque La Sabina      |
| 1978 | Mònica Randall                                                      | La escopeta nacional                 |
| 1977 | Ángela Molina                                                       | Camada negra Nunca es tarde          |
| 1976 | Felicidad Blanc Juan Luis Panero Leopoldo María Panero Michi Panero | El desencanto                        |
| 1975 | Lola Gaos                                                           | Furtivos                             |
| 1974 | Concha Velasco                                                      | Tormento                             |
| 1973 | Ana Torrent                                                         | El espíritu de la colmena            |
| 1972 | Analía Gadé                                                         | Las melancólicas                     |
| 1971 | José Luis López Vázquez                                             | El bosque del lobo                   |
| 1970 | Fernando Rey                                                        | Tristana                             |
| 1969 | Geraldine Chaplin                                                   | La madriguera                        |
| 1968 | Sonia Bruno                                                         | Oscuros sueños de agosto             |
| 1967 | Antonio Iranzo                                                      | La piel quemada                      |
| 1966 | Paco Martínez Soria                                                 | La ciudad no es para mí              |
| 1965 | Julia Gutiérrez Caba                                                | Nunca pasa nada                      |
| 1964 | Julián Mateos                                                       | Young Sánchez                        |
| 1963 | Amparo Soler Leal                                                   | La gran familia                      |
| 1962 | Arturo Fernández                                                    | Los cuervos                          |
| 1961 | Marisol                                                             | Ha llegado un ángel                  |
| 1960 | Adolfo Marsillach                                                   | 091, policía al habla                |
| 1959 | Javier Escrivá                                                      | Molokai, la isla maldita             |
| 1958 | Armando Calvo                                                       | La muralla                           |
| 1957 | Alberto Closas                                                      | Un tesoro en el cielo                |
| 1956 | Antonio Vilar                                                       | Embajadores en el infierno           |
| 1955 | Pablito Calvo                                                       | Mi tío Jacinto                       |
| 1954 | Rafael Rivelles                                                     | Murió hace quince años               |
| 1953 | Francisco Rabal                                                     | La guerra de Dios                    |
| 1952 | Maruchi Fresno                                                      | Catalina de Inglaterra               |
| 1951 | Fernando Fernán Gómez                                               | Balarrasa                            |
| 1950 | Jesús Tordesillas                                                   | Pequeñeces                           |